# Lijst van burgemeesters van Brummen
Dit is een lijst van burgemeesters van de Nederlandse gemeente Brummen in de provincie Gelderland.
| Ambtsperiode | Naam burgemeester                                                                                      | Partij of stroming    | Bijzonderheden                                          |
| ------------ | --- | --------------------- | ------------------------------------------------------- |
| 1811         | mr. Jan Isaac Valckenier                                                                               |                       | maire                                                   |
| 1811 - 1817  | Paulus David du Bois                                                                                   |                       | eerst maire, daarna vanaf 1813 burgemeester             |
| 1818 - 1819  | mr. Jan Isaac Valckenier                                                                               |                       | schout                                                  |
| 1819 - 1835  | Paulus David du Bois                                                                                   |                       | eerst schout, daarna vanaf 1825 burgemeester            |
| 1835 - 1852  | Laurens Hoffman                                                                                        |                       |                                                         |
| 1852 - 1867  | mr. C.H. baron van Rhemen van Rhemenshuizen                                                            | Conservatief-liberaal | eerder burgemeester van Apeldoorn                       |
| 1867 - 1888  | L.J.N. van Essen                                                                                       |                       |                                                         |
| 1888 - 1917  | Pieter de Wijs (1848-1931)                                                                             |                       | was eerder burgemeester van Veenendaal                  |
| 1917 - 1924  | mr.dr. Lodewijk Hendrik Nicolaas Bosch ridder van Rosenthal                                            |                       | werd burgemeester van Groningen                         |
| 1924 - 1946  | H.F.M.E. graaf van Limburg Stirum                                                                      |                       | was eerder burgemeester van Nijeveen en van Hellendoorn |
| 1946 - 1955  | Hendrik (H.) Dekker                                                                                    | PvdA                  |                                                         |
| 1956 - 1967  | R.W. Keiser                                                                                            |                       | was eerder burgemeester van Winsum en Doesburg          |
| 1968 - 1976  | drs. Hendrik (H.) Wielinga                                                                             | PvdA                  |                                                         |
| 1976 - 1986  | Gerda (G.J.) van den Bosch-Brethouwer                                                                  | PvdA                  |                                                         |
| 1987 - 1996  | Cees (C.A.) Verspuij                                                                                   | PvdA                  |                                                         |
| 1996 - 2004  | drs. Lynde (H.L.) Blok (vanwege ziekte van juli 2002 tot april 2004? door Wim (W.J.) Kozijn vervangen) | D66                   |                                                         |
| 2005 - 2014  | Niels (N.E.) Joosten                                                                                   | VVD                   |                                                         |
| 2014 - 2024  | Alex (A.J.) van Hedel                                                                                  | VVD                   | tot maart 2015 waarnemend                               |
| 2024 - heden | Geert (G.J.M.) van Rumund                                                                              | PvdA                  | waarnemend                                              |